# 松齢橋
松齢橋（しょうれいばし）は、福島県福島市の阿武隈川に架かる福島県道308号山口渡利線の道路橋である。

## 概要
- 全長 - 175.8 m
- 幅員 - 5.5 m
- 形式 - 4径間鋼下路式ボウストリングプラットトラス橋
- 竣工 - 1925年5月[1]

福島市街地中心部を流れる一級河川阿武隈川に架かり、南詰は渡利字舟場、北詰は舟場町に位置する。南詰の交差点で福島県道309号岡部渡利線と交差、北詰は国道4号上り線と県道308号との分岐点が有り、そのすぐ北側が国道4号と国道13号が交わる市内交通の要衝、舟場町交差点である。現在架かる橋は1925年5月に竣工したボウストリングプラットトラス橋であり、当地に架かる橋としては4代目のものに当たる。橋上は終点から起点にかけ北から南に向かう一方通行一車線路として供用されており、歩道部分はカラー舗装されているが防護柵などの歩車分離はなされていない。親柱には架設当時のモダンな姿を復元した照明柱が設置されている。車両の重量制限は13トンであり、架橋から90年以上を経ているものの、現在でも大型路線バスが行き来する幹線道路として機能している。

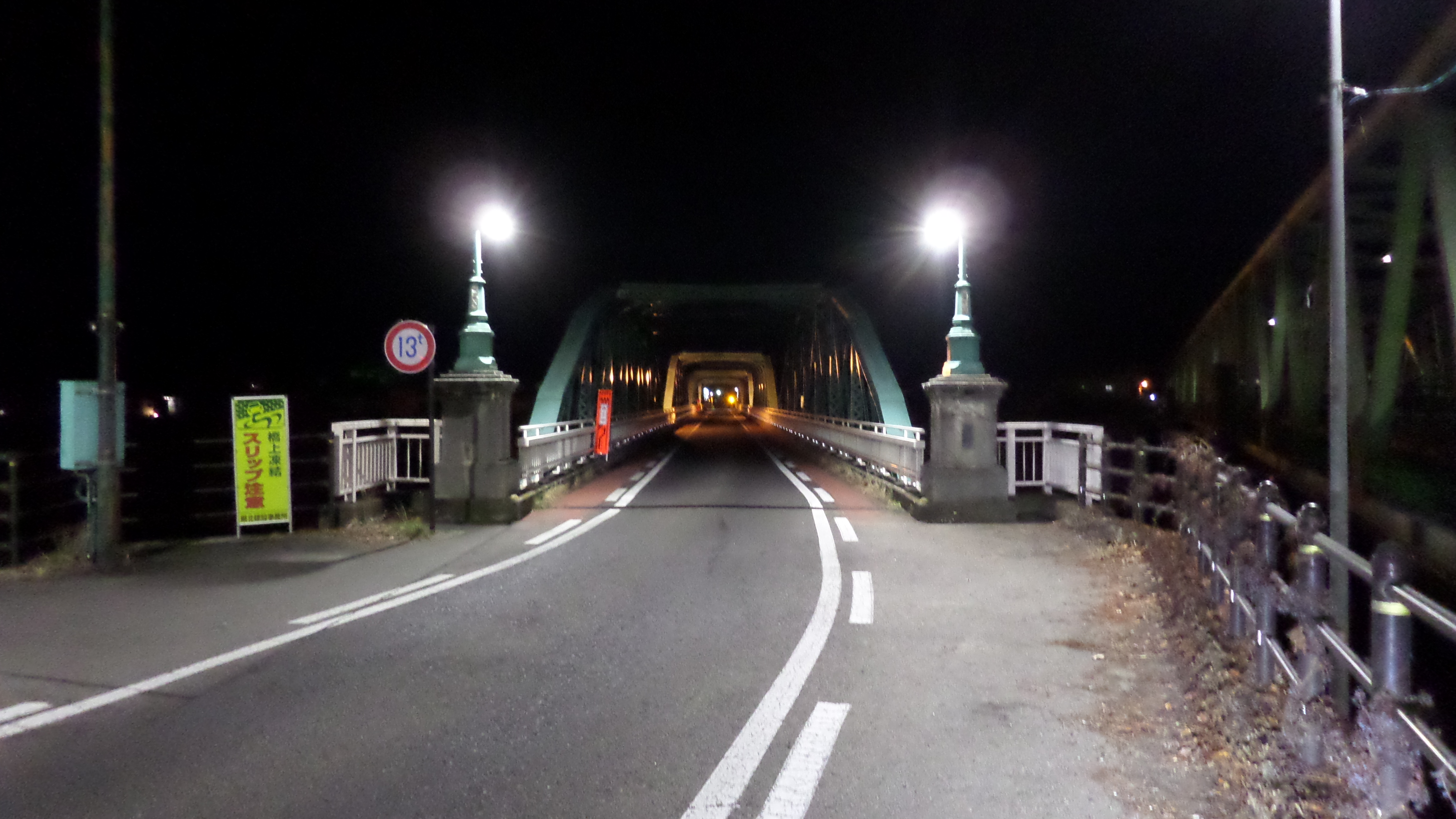
2023年1月から2025年1月まで、親柱の従来の球形灯と腕金物が外され、代用灯が設置されていた。

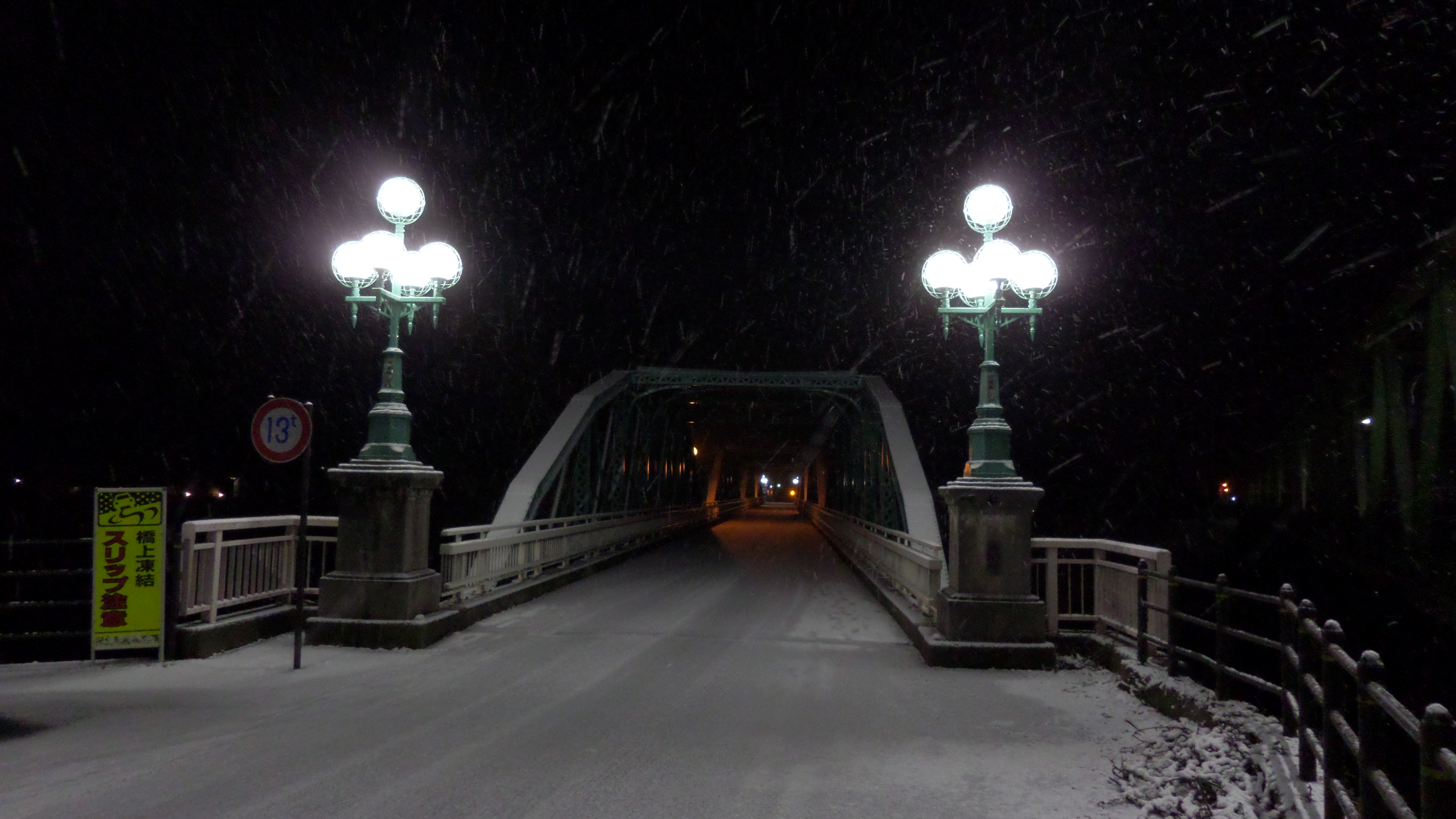
2025年1月31日 - 帰ってきた照明柱

## 歴史
もともとこの地は福島城城下町や奥州街道と、川俣街道や中村街道とを結節する地点であり、「信夫の渡し」という渡し船が存在し、近世は塩の供給路として重用されていた。橋両岸の地名「舟場」当時の趣を残す。
明治4年（1871年）7月13日、40人ほどの乗客を乗せた渡し船が渡利村から福島町へ向かう途中、阿武隈川の増水により中洲に激突し、18人（男性9名、女性6名の15名との報告もある）が溺死する水難事故が発生し、以後荒天時には船の運行が取りやめられ川の行き来ができなくなり、利用者は不便を強いられることとなった。
そこで、渡利村の丹治源七・半沢富三郎・丹治平七、福島町の薮内忠助等が地元有志の寄付を募り、犠牲者の多かった渡し舟の代わりに架橋するよう福島県令の三島通庸に嘆願し、1882年（明治15年）に着工、1883年（明治16年）に竣工し、三島により「ねがわくは松齢鶴年永くその齢を保たんことを」と橋の長命を願い「松齢橋」と名付けられた。川の両岸に建てた4本の柱に通した鉄線で15艘の舟を固定しその上に渡り板を敷いた舟橋で、全長は393尺（約120ｍ）である。この橋の建造を記念して近くにある七社宮神社に石碑が建てられ、現在もその姿を残している。当初は有料の賃橋として運営され、橋賃は人一人1銭、人力車2銭、1頭曳馬牛車4銭、自転車2銭であったが、1904年（明治37年）に橋賃は廃止された。しかし1907年（明治40年）8月の台風により流出した。
翌年4月3日に木造の橋が架けられたが、1909年（明治43年）8月に再度流出、その翌年に再び浮き舟橋として架橋されるが1911年（大正2年）8月に三度流出してしまった。そのため鉄製の永久橋を望む声が高まる。
一方その頃、近代化が進む福島市街地では、水源を湧水などに頼っていた上水道の供給不足が問題となってきていた。そのため、阿武隈川対岸の渡利地区に渡利浄水場を建設し、すぐ近くの弁天山に配水池を設置し高低差を用いて福島市街地へ阿武隈川を渡り送水する計画が立てられ、上水道敷設認可が1919年（大正10年）におりる。また、この橋が通る福島から信夫郡岡山村山口（現在の福島市山口）までの相馬街道を県道として編入することを想定し（現在の福島県道308号山口渡利線の前身である）た上で堅牢な鉄橋化を行うことになり、東京都内で多くの橋梁を手がけた金井彦三郎によって設計された。その後、1925年（大正14年）5月に、木橋の時よりも100mほど上流方に現在の橋となる4代目の松齢橋が架けられた。総工費は当時の価格で289,830円。竣工以来上下線対面交通の車道として用いられてきたが、隣接して国道4号福島南バイパスの大仏橋の架橋を機に福島市街地から渡利に向かう一車線一方通行として供用されるようになった。福島南バイパスの国道指定まで、当橋梁は国道114号に指定されていた。

## 隣の橋
- 阿武隈川

（上流） - 天神橋 - 大仏橋 - 松齢橋 - 渡利大橋 - 三本木橋 - （下流）

## 近隣
- 隈畔（わいはん） - 阿武隈川の河畔の略であり、福島市街地においては福島県庁裏側に広がる阿武隈川左岸を指す。当地周辺はかつて米沢藩の年貢米の舟運拠点であり、1998年の台風被害の災害復旧工事をきっかけに、江戸時代の荷揚げ場が再現された。当橋梁のたもとからここへ向かうための遊歩道が分岐している。